# Pleterje, Kidričevo
Pleterje so naselje v Občini Kidričevo. Naselje se nahaja v tradicionalni pokrajini Štajerska in spada v Podravsko statistično regijo. V bližini je gramoznica z umetnim jezerom, kjer je športnorekreacijski center.

## Zgodovina
Naselje Pleterje je nastalo leta 1952, ko sta se prej ločeni vasi Spodnje Pleterje in Zgornje Pleterje združili v eno naselje.